# Vergeet-Mij-Nietjesmeeldauw
De Vergeet-Mij-Nietjesmeeldauw (Golovinomyces asperifolii) is een schimmel behorend tot de familie Erysiphaceae.  Het veroorzaakt echte meeldauw. Deze meeldauw komt voor op Bothriospermum, Buglossoides, Echium (buiten Noord-Amerika), Myosotis en Trigonotis .

## Kenmerken
De mycelia zijn opvallend wit en groeien een weerszijde van het blad. Conidia groeien in ketens en zijn elliptisch zonder fibrosine-lichaampjes. De maat is 22–38 × 12-20 µm. Het Q-getal is 1,4 to 2,4. Chasmotheciale aanhangsels hyaliene of bruin onder en bleker of kleurloos naar de punt toe. Cleistothecia hebben 5 tot 10 asci. De ascus bevat 2 tot 4 sporen. Conidioforen 80 tot 165 µm. Basaal septum meestal 5 tot 15 µm boven de aanhechting met de moedercel 